# Atilax
Atilax és un gènere de mangostes africanes que conté dues espècies: la mangosta aquàtica (Atilax paludinosus) i Atilax mesotes, del Pliocè superior de Sud-àfrica. Les restes fòssils més antigues del gènere es remunten al Messinià de Kenya i pertanyen a una espècie no identificada.